# شارلتو كوبلي
شارلتو كوبلي (Sharlto Copley) (ولد في 27 نوفمبر 1973) هو مخرج وممثل ومنتج جنوب أفريقي. أنتج وشارك بإخراج أفلامٍ قصيرة ظهرت في مهرجان كان السينمائي، إضافةً لبعض الإعلانات التجارية والفيديوهات الموسيقية. قد يكون أفضل ما يشتهر به شارلتو كوبلي تمثيله دور «ويكوس فان در مروي» في فلم الخيال العلمي المقاطعة 9 (District 9) الحائز على جائزة الأوسكار، إضافةً إلى دور «هوولنغ ماد مردوك» في فلم فريق النخبة (The A-Team) الصادر عام 2010 والعميل «س. م. كروجر» في فلم إیلیزیم (Elysium) الصادر عام 2013.

## النشأة
ولد شارلتو كوبلي في مدينة بريتوريا، إحدى عواصم جنوب أفريقيا الثلاثة. درس في مدرسة القديس أندرو الإعدادية في غراهامزتاون، وفي مدرس ردهل الثانوية بمورننغسايد في مدينة جوهانسبرغ. يتنقل شارلتو كوبلي في إقامته بين مدينتي كيب تاون جنوب الأفريقية ولوس أنجلوس الأمريكية. والده هو الدكتور بروس كوبلي، وهو أستاذ جامعيٌّ سابق، ويعمل حالياً في مجال التعليم وكعازفٍ موسيقي. وأما أمه (لندا ستوكس-كوبلي) فهي معالجة علميَّة مسيحية، وأخوه دونوفان هو المغني الرئيسي في إحدى فرق كيب تاون، عرضت موسيقاها في برامج "BBC world".

## روابط خارجية
- شارلتو كوبلي على موقع IMDb (الإنجليزية)
- شارلتو كوبلي على موقع ألو سيني (الفرنسية)
- شارلتو كوبلي على موقع أول موفي (الإنجليزية)
- شارلتو كوبلي على موقع بوكس أوفيس موجو (الإنجليزية)
- شارلتو كوبلي على موقع قاعدة بيانات الأفلام السويدية (السويدية)
- شارلتو كوبلي على موقع ديسكوغز (الإنجليزية)
- شارلتو كوبلي على موقع قاعدة بيانات الفيلم (الإنجليزية)
- شارلتو كوبلي على موقع كينوبويسك (الروسية)